# ORM (エンジン)

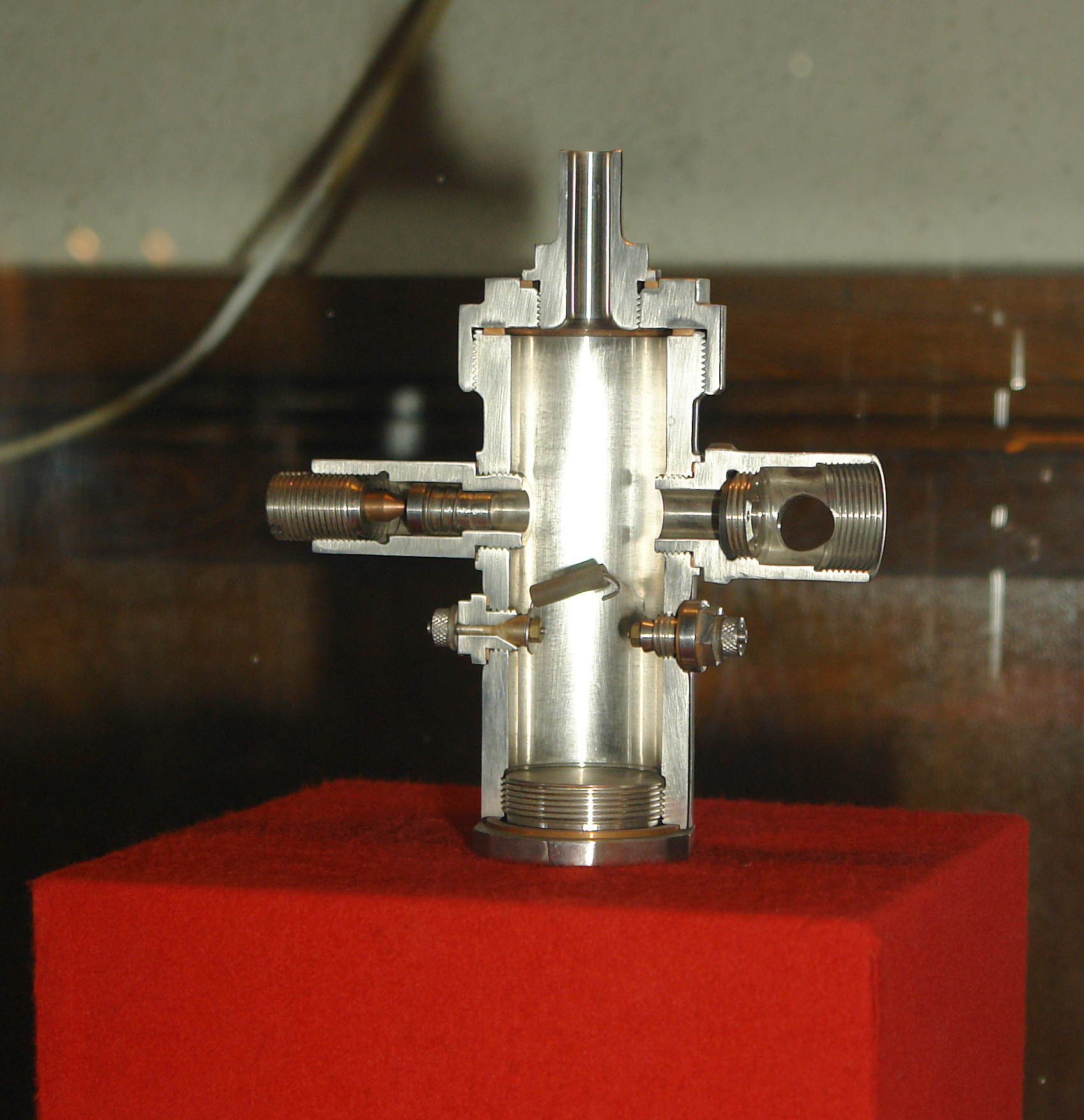
エンジンの断面

ORM (Опытный Ракетный Мотор実験ロケットエンジン) は、ソ連で開発された実験用液体燃料ロケットエンジンの系列である。1931年にヴァレンティン・グルシュコは、実験用エンジンのORM-1を開発した。それは一液推進系の安全性の調査に使用された。燃料と酸化剤は予め混ぜられており、燃料はベンゼン、トルエンで酸化剤は硝酸が使用され、推力は60Nで燃焼室の容積は140ccだった。火工品で点火された。
1931年に46回の燃焼試験が実施された。エンジンはノズルを備え、最大圧力を測定するために安全弁に電気式の装置を備えた。
ORMからORM-52までは気体力学研究所が担当してORM-53からORM-65までは後継のケルディッシュ研究センターが担当した。